# UFC 112
UFC 112: Invincible foi um evento de artes marciais mistas realizado pelo Ultimate Fighting Championship em 10 de abril de 2010, em Yas Island , Abu Dhabi, Emirados Árabes Unidos. 
O evento foi realizado pela primeira vez no Oriente Médio após a compra de uma participação de 10 por cento da companhia Zuffa, organizadora do UFC, pela estatal Flash Entertainment, de Abu Dhabi. Foi  o primeiro evento do UFC a ser realizado no exterior, em uma arena ao ar livre . 

## O evento
Vitor Belfort era esperado para lutar contra Anderson Silva para o cinturão dos médios, no entanto, Belfort machucou o ombro durante o treino e ficou incapaz de lutar no evento. Pensou-se que Silva poderia lutar contra Chael Sonnen, mas foi descartado devido a um grande corte no UFC 109, em sua luta com Nate Marquardt. Silva acabou lutando contra Demian Maia.
O duelo entre Paul Taylor e John Gunderson foi cancelada no dia da luta por causa de problemas de saúde que Taylor sofreu após o corte de peso.

## Resultados
Nota 1 Pelo Cinturão Peso-Médio do UFC.

Nota 2 Pelo Cinturão Peso-Leve do UFC.

## Bônus da Noite
Lutadores receberam um bônus de US$75 000.
- Luta da Noite:  Kendall Grove vs.  Mark Muñoz
- Nocaute da Noite:  DaMarques Johnson
- Finalização da Noite:  Rafael dos Anjos

## Ligações Externas
- Página oficial

1. ↑  Nota 1
2. ↑  Nota 2